# فلورا تشان
فلورا تشان (بالإنجليزية: Flora Chan)‏ (بالصينية: 陳慧珊) هي عارضة ومغنية وممثلة صينية وأمريكية، ولدت في 30 مايو 1970 في هونغ كونغ في الصين.

## وصلات خارجية
- فلورا تشان على موقع IMDb (الإنجليزية)
- فلورا تشان على موقع ميوزك برينز (الإنجليزية)
- فلورا تشان على موقع قاعدة بيانات الفيلم (الإنجليزية)